# Unidades de medida birmanesas
As tradicionais Unidades de Medida Birmanesas são usados ainda em Burma (Myanmar). Conforme o CIA Factbook, Myanmar é um dos três países do mundo (2 outros - Estados Unidos e Libéria) que ainda não adotaram o Sistema Internacional de Unidades (SI) como se sistema oficial de pesos e medidas. Porém, em Junho de 2011, o Ministério do Comércio do governo de Myanmar começou a discutir propostas para reformar o sistema de medidas no país e adotar o sistema métrico usado por todos seus parceiros comerciais  e em outubro da 2013, Dr. Pwint San, Ministro do Comércio anunciou que o país se preparava para adotar o Sistema Internacional.

## Uso real
A maior parte da população usa somente as unidades de medida Birmanesas, embora as Web-pages do governo escritas em língua inglesa usa unidades inglesa e o  sistema métrico. Por exemplo, o Ministério da Construção usa milhas para indicar distâncias nas rodovias. é pés quadrados para definir tamanho de casas, mas quilômetros quadrados para áreas de terra ou para desenvolvimentos em cidades, como Yangon. O ministro da agricultura usa acres para áreas de terrenos. O Ministério de Relações Exteriores usa quilômetros (com equivalente em milhas entre parênteses) para informar a área do país. 

## Comprimento
| Unidade | Unidade                   | Métrica    | Britânica/USA               | Relação c/ acima |
| Burmês  | Romanizada                | Métrica    | Britânica/USA               | Relação c/ acima |
| ------- | ------------------------- | ---------- | --------------------------- | ---------------- |
| ဆံခြည်     | sanchi                    | 79.375 µm  | 3⅛ thou/mil                 |                  |
| နှမ်း      | hnan                      | 0.79375 mm | 31¼ thou/mil                | 10               |
| မုယော      | mayaw                     | 4.7625 mm  | 3⁄16 in                     | 6                |
| လက်သစ်    | let thit                  | 1.905 cm   | ¾ in                        | 4                |
| မိုက်      | maik                      | 15.24 cm   | 6 in                        | 8                |
| ထွာ       | htwa                      | 22.86 cm   | 9 in                        | 1.5              |
| တောင်      | taung                     | 45.72 cm   | 1½ ft; um côvado            | 2                |
| လံ       | lan                       | 1.8288 m   | 6 ft                        | 4                |
| တာ       | ta                        | 3.2004 m   | 10½ ft                      | 1.75             |
| ဥသဘ     | out-thaba (do Pali usaba) | 64.008 m   | 70 yd                       | 20               |
| ကောသ      | kawtha (do Pali kosa)     | 1.28016 km | 0.795455 mi                 | 20               |
| ဂါဝုတ်     | ga-wout (do Pali gavuta)  | 5.12064 km | 3.18182 mi; cerca de1 légua | 4                |
| ယူဇနာ     | yuzana (do Pali yojana)   | 20.4826 km | 12.7273 mi                  | 4                |

## Massa
| Unidade | Unidade     | Métrica    | Britânica/USA | Relação c/ acima |
| Burmês  | Romanizado  | Métrica    | Britânica/USA | Relação c/ acima |
| ------- | ----------- | ---------- | ------------- | ---------------- |
| ရွေးလေး      | yway lay    | 136.078 mg | 2.1 grão      |                  |
| ရွေးကြီး      | yway gyi    | 272.155 mg | 4.2 grãos     | 2                |
| ပဲသား      | petha       | 1.02058 g  | 15.75 grãos   | 3.75             |
| မူးသား      | mutha       | 2.04117 g  | 31.5 grãos    | 2                |
| မတ်သား     | mattha      | 4.08233 g  | 63 grãos      | 2                |
| ငါးမူးသား     | nga mutha   | 8.16466 g  | 0.288 oz      | 2                |
| ကျပ်သား     | kyattha     | 16.3293 g  | 0.576 oz      | 2                |
| အဝက်သား    | awettha     | 204.117 g  | 7.2 oz        | 12.5             |
| အစိတ်သား    | aseittha    | 408.233 g  | 14.4 oz       | 2                |
| ငါးဆယ်သား    | ngase tha   | 816.466 g  | 1.8 lb        | 2                |
| ပိဿာ      | peittha     | 1.63293 kg | 3.6 lb        | 2                |
| အချိန်တစ်ရာ  | achein taya | 163.293 kg | 360 lb        | 100              |

1. ↑  Liter. "cinco mutha", embora sejam só quatro.
2. ↑  Tradicional tical em Inglês.
3. ↑  Tradicional viss em Inglês.

## Volume
| Undidade | Undidade   | Métrica    | Imperial             | US                              | Relação c/ acima |
| Burmês   | Romanizado | Métrica    | Imperial             | US                              | Relação c/ acima |
| -------- | ---------- | ---------- | -------------------- | ------------------------------- | ---------------- |
| လမြူ       | la myu     | 79.9118 ml | 213⁄16 fl’oz         | 2.70214 fl oz                   |                  |
| လမျက်      | la myet    | 159.824 ml | 5⅝ fl oz             | 5.40428 fl oz                   | 2                |
| လမယ်      | la me      | 319.647 ml | 11¼ fl oz            | 10.8086 fl oz                   | 2                |
| စလယ်      | sa le      | 639.294 ml | 1⅛ pintos            | 1.35107 pintos                  | 2                |
| ခွက်       | hkwet      | 1.27859 l  | 1⅛ qt                | 1.35107 qt                      | 2                |
| ပြည်       | pyi        | 2.55718 l  | 2¼ qt                | 2.70214 qt                      | 2                |
| စိတ်       | seit       | 10.2287 l  | 2¼ galões/ 1⅛ pecks  | 2.70214 galões/ 1.16106 pecks   | 4                |
| ခွဲ        | hkwe       | 20.4574 l  | 4½ galões/ 2¼ pecks  | 5.40428 galões/ 2.32213 pecks   | 2                |
| တင်း       | tin        | 40.9148 l  | 9 galões/ 1⅛ bushels | 10.8086 galões/ 1.16107 bushels | 2                |

## Moeda
| Unidade    | Unidade | Equivale a |
| Romanizado | Burmês  | Equivale a |
| ---------- | ------- | ---------- |
| 1 pya      | ပြား       |            |
| 1 mat      | မတ်      | 25 pya     |
| 5 mu       | ငါးမူး      | 2 mat      |
| 1 kyat     | ကျပ်      | 10 mu      |

## Sistema métrico
Em outubro de 2013, o Ministério do Comércio anunciou que Mianmar estava se preparando para adotar o Sistema Internacional de Unidades (SI) como oficial para medições no país.